# Monument voor een fusillade te Zijpersluis
Het monument voor een fusillade te Zijpersluis is een gedenkteken ter nagedachtenis aan slachtoffers van de Tweede Wereldoorlog.

## Achtergrond
In april 1945 wilde een knokploeg uit Langedijk een munitietransport van de Duitsers saboteren en daarbij een brug over het Noordhollandsch Kanaal bij Zijpersluis opblazen. De aanslag mislukte, maar er werd door de bezetters wel een represaillemaatregel getroffen: tien mannen, onder wie Dirk Bons, werden uit de gevangenis in Alkmaar en het Amsterdamse Huis van Bewaring Weteringschans gehaald en gefusilleerd op de plek van de aanslag. Na de bevrijding werd ter plekke een kruis opgericht.
In september 1945 werd een prijsvraag uitgeschreven voor een gedenkteken. Willem Reijers was een van de vier kunstenaars die een ontwerp inzonden. Hij ontwierp een ruim twee meter monument van een opgeheven arm, geïnspireerd op het kubisme. Ter hoogte van de pols slaat een duif zijn vleugels uit. De arm en hand rijzen op vanuit een terp en rusten aan de achterzijde tegen een kruis. Reijers' biograaf stelt dat het werk te beschouwen is als diens magnum opus, hij schrijft: "Met het monument was Reijers' naam in één klap nationaal gevestigd. Het kubistisch-geabstraheerde beeld was van een geheel andere aard dan de op klassiekere tradities gestoelde naturalistische beeldhouwkunst van de meeste van zijn tijdgenoten. Het monument werd vooral geroemd vanwege de elementaire, expressieve beeldspraak, de sobere, gesloten vormgeving en de manier waarop de verticale hand in de vlakke polder opdoemt als een waarschuwend, bezwerend signaal."
Het monument werd op 4 mei 1947 onthuld. In 1995 werd een nieuwe parallelweg aangelegd en is het monument tien meter verplaatst.

## Beschrijving

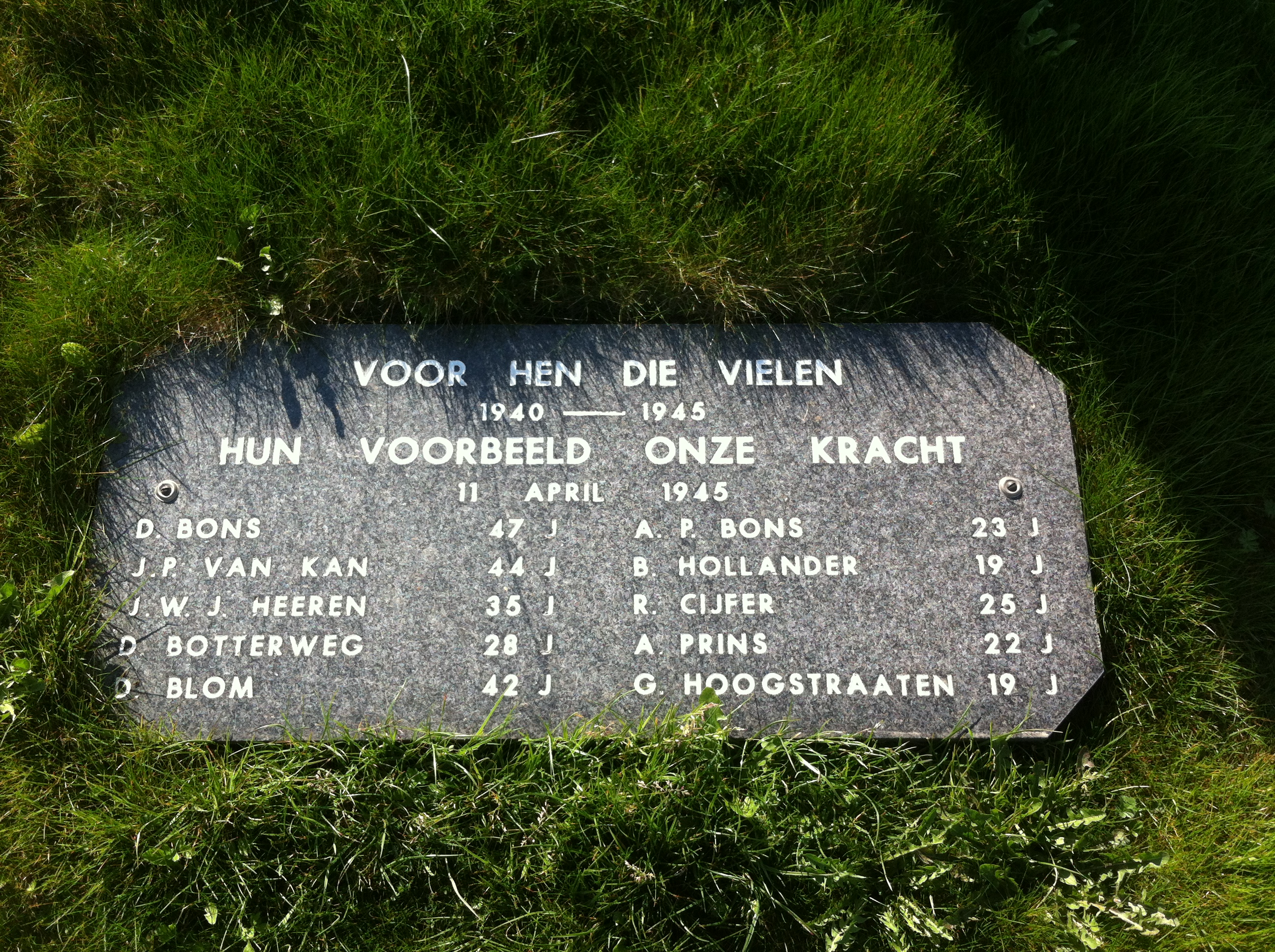
Plaquette met de namen

Het beeld staat op een kleine terp en is opgebouwd uit gestapelde blokken van maulbrunner zandsteen. De oprijzende hand wijst omhoog en een duif sluit zijn vleugels uit ter hoogte van de pols. Aan de achterzijde staat een kruis. In het gras voor het monument vermeldt een plaquette de namen van de tien slachtoffers en de tekst 

VOOR HEN DIE VIELEN
1940 - 1945
HUN VOORBEELD ONZE KRACHT
11 april 1945